# Kenji Kodama
Kenji Kodama (こだま 兼嗣 Kodama Kenji?, 13 de diciembre de 1949),  es un director de anime y artista de storyboard japonés. Es muy conocido por ser un de los directores principales del anime de larga duración Detective Conan, así como la serie de City Hunter y Lupin III serie III.

## Filmografía

### Anime
| Año           | Título                                          | Rol                                  | Notas                         | Fuente |
| ------------- | ----------------------------------------------- | ------------------------------------ | ----------------------------- | ------ |
| 1984–1985     | Lupin III serie III                             | Producción, Storyboards              |                               |        |
| 1984–1985     | Cat's Eye                                       | Director jefe, director, storyboard  | 2.ª serie de televisión       |        |
| 1986          | Robotan                                         | Producción                           | 2.ª serie de televisión       |        |
| 1986–1987     | Bug the Honey                                   | Director, Continuidad                |                               |        |
| 1987–1988     | City Hunter                                     | Director jefe, director, storyboards | [ 1 ]                         |        |
| 1988          | City Hunter 2                                   | Director jefe, director, storyboards |                               |        |
| 1989          | City Hunter: .357 Magnum                        | Director                             | Película                      |        |
| 1989–1990     | City Hunter 3                                   | Director                             |                               |        |
| 1990          | La Rosa de Versalles                            | Director                             | Película de 1990              |        |
| 1990          | City Hunter: Guerras de Ciudad de la Bahía      | Director                             | OVA                           |        |
| 1990          | City Hunter: Conspiración del millón de dólares | Director                             | OVA                           |        |
| 1991          | Reporter Blues                                  | Director                             |                               |        |
| 1991–1992     | I and Myself: The Two Lottes                    | Director                             |                               |        |
| 1992–1993     | My Patrasche                                    | Director                             |                               |        |
| 1996          | City Hunter: El Servicio Secreto                | Director, Screenplay                 | especial para la televisión   |        |
| 1996–presente | Detective Conan                                 | Director, director general           |                               |        |
| 1997          | Detective Conan: El Rascacielos del Tiempo      | Director, guionista                  | Película                      |        |
| 1998          | Detective Conan: La decimocuarta victima        | Director                             | Película                      |        |
| 1999          | Detective Conan: El Último Mago del Siglo       | Director                             | Película                      |        |
| 2000          | Detective Conan: Capturado en sus Ojos          | Director                             | Película                      |        |
| 2001          | Detective Conan: Cuenta regresiva al Cielo      | Director                             | Película                      |        |
| 2002          | Detective Conan: El Fantasma de Baker Street    | Director                             | Película                      |        |
| 2003          | Detective Conan: Cruce en la Antigua capital    | Director                             | Película                      |        |
| 2006          | Kekkaishi                                       | Director                             | [ 1 ] [ 3 ]                   |        |
| 2008          | Tales of the Abyss                              | Director                             | También OVA disco de seguidor |        |
| Black Jack    | Storyboard                                      | [ 1 ]                                |                               |        |
| Kamichu!      | Storyboard                                      | [ 1 ]                                |                               |        |